# اچ‌ام‌اس لاپوینگ (۱۹۱۱)
اچ‌ام‌اس لاپوینگ (۱۹۱۱) (به انگلیسی: HMS Lapwing (1911)) یک کشتی بود که طول آن ۲۴۶ فوت (۷۵ متر) بود. این کشتی در سال ۱۹۱۱ ساخته شد.